# 名古屋市立円上中学校
名古屋市立円上中学校（なごやしりつ えんじょうちゅうがっこう）は、愛知県名古屋市昭和区滝子町にある名古屋市立中学校。

## 沿革
- 1947年（昭和22年）4月18日 - 名古屋市立村雲小学校の4教室を借用し、名古屋市立円上中学校として創立[2]。
- 1949年（昭和24年） - 名古屋市立向陽高等学校の12教室を借用[2]。
- 1951年（昭和26年） - 独立校舎が完成する[2]。
- 1964年（昭和39年） - 校歌を制定する[2]。
- 1967年（昭和42年） - 障害児学級を設置する[2]。

## 教育目標
- 校訓として、『たくましく 素直に』が定められている[1]。

## 委員会活動
- 委員会として、生徒会、生活委員会、図書委員会、美化委員会、厚生委員会、　風紀委員会、会体育委員会、保健委員会がある。

## 校歌
- 『たくましく しかも すなおに』（作詞近藤一一・作曲水野久一郎）[3]

## 部活動

### 運動部
- 陸上部[4]
- バレーボール部[4](女子生徒のみ参加が可能)

### 文化部
- 管弦楽部[4]

## 通学区域
- 名古屋市昭和区
  - 円上町[5]
  - 御器所一丁目・同二丁目[5]
  - 御器所三丁目・同四丁目（各一部）[5]
  - 白金一丁目～同三丁目[5]
  - 高辻町[5]
  - 滝子町[5]
  - 滝子通1丁目～3丁目[5]
  - 東郊通[5]
  - 福江一丁目～同三丁目[5]
  - 村雲町[5]

## 交通
- 名古屋市営地下鉄桜通線 桜山駅下車8番出口より西へ徒歩15分[6]
- 名古屋市営地下鉄鶴舞線 荒畑駅下車3番・4番出口より南へ徒歩15分[6]
- 名古屋市営バス
  - 栄26号系統・金山11号系統・金山12号系統・金山14号系統・金山16号系統 滝子通二丁目停留所下車北へ徒歩2分[6]
  - 基幹1号系統 高辻停留所下車東へ徒歩5分[6]